# Jiayi, Yunnan
Jiayi (kinesiska: 稼依, 稼依镇) är en köping i Kina. Den ligger i provinsen Yunnan, i den sydvästra delen av landet, omkring 200 kilometer sydost om provinshuvudstaden Kunming. Antalet invånare är 41 917. Befolkningen består av 20 207 kvinnor och 21 710 män. Barn under 15 år utgör 24,0 %, vuxna 15-64 år 70 %, och äldre över 65 år 5,0 %.
Genomsnittlig årsnederbörd är 1 301 millimeter. Den regnigaste månaden är juli, med i genomsnitt 272 mm nederbörd, och den torraste är februari, med 14 mm nederbörd.